# Jožef Škrinar
Jožef Škrinar (v drugih virih Škrinjar, Skrinar, Skriner, Skrinjar), slovenski katoliški duhovnik, nabožni pisec in prevajalec, * 13. marec 1753, Ljubljana, † 17. april 1825, Zgornje Gorje.

## Življenje in delo
Njegov oče je bil ljubljanski mestni sodnik Andrej Anton Skriner, mati pa Marija (dekliški priimek ni znan). V Ljubljani je med leti 1763 in 1769 obiskoval gimnazijo. Nato je med 1769 in 1771 študiral filozofijo in od leta 1771 do 1775 teologijo. Za duhovnika je bil posvečen 6. aprila 1776. Kaplanoval je v župniji Sv. Petra v Ljubljani, Gornjem Gradu, na Vranskem, Igu in v Šmartnem pri Kranju od 1777 do 1785. V Ljubljani je bil stolni vikar. Od 1785 je bil dekan in vodil župnijo Marijinega Oznanjenja v Ljubljani do 1804. Nato je župnikoval v Dolu pri Ljubljani do 1808 in v Zgornjih Gorjah do svoje smrti.
Udejstvoval se je pri prevajanju Svetega pisma v slovenščino z Jurjem Japljem in še štirimi drugimi duhovniki (Modest Šraj, Anton Traven, Jožef Rihar in Janez Debevec). Škrinar je sam prevedel pet knjig iz Stare zaveze (Pridigar, Pregovori, Visoka pesem, Knjiga modrosti, Sirah). Skupaj z Riharjem je prevedel Male preroke ter Prvo in drugo knjigo Makabejcev. Iz Nove zaveze je prevedel štiri evangelije, ki jim je dodal tudi razlage in še nekatere psalme.
Leta 1817 je izdal molitvenik Molituv gréshnika per usákimu sedmirih psalmov od pokore k' Bógu sdihujozhiga. Bil je zelo priljubljen med sodobniki in bralci zaradi lepega sloga in jezika, ki je bil dosti boljši od Japlja.